# Antonín Brabenec
Antonín Brabenec, křtěný Antonín (11. června 1881, Horní Újezd – ?) byl český malíř a sochař.

## Biografie
Antonín Brabenec se narodil v malé osadě Horní Újezd poblíž Třebíče v rodině domkáře Václava Brabence a jeho ženy Františky rodem Berounové.. Později vystudoval Akademii výtvarného umění ve Vídni a následně se vrátil do českých zemí a odešel do Dobřichovic. Věnoval se primárně sochařství, ale také malířství. Zemřel neznámo kdy a neznámo kde.

## Galerie

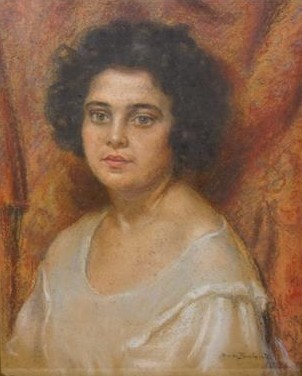
Portrét mladé dámy (pastel) 1925